# Amazona festiva
El loro de lomo rojo o amazona de lomo rojo (Amazona festiva) es una especie de ave psitaciforme de la familia Psittacidae que puebla las selvas de Brasil (donde se le llama papa-cacau), Perú, Colombia, Ecuador y Venezuela.

## Subespecies
- Amazona festiva bodini
- Amazona festiva festiva